# Мар'єв Павло Павлович
Павло Павлович Мар'єв (4 травня 1933, Ленінград, нині Санкт-Петербург, Росія — 25 листопада 2007, Львів, Україна) — радянський та український архітектор. Кандидат архітектури (1986). Член Львівської обласної організації Національної спілки архітекторів України.

## Життєпис
Народився 4 травня 1933 року у Ленінграді. У 1951 році вступив на інженерно-будівельний факультет Львівського політехнічного інституту, який закінчив у 1957 році.
У 1977–1998 роках працював на посаді завідувача кафедри архітектурного проєктування Львівського політехнічного інституту (пізніше — Державний університет «Львівська політехніка»).
У 1986 році захистив дисертацію на тему: «Принципы формирования учебных корпусов общетехнических факультетов политехнических институтов с гибкой планировкой» на отримання наукового ступеня — кандидат архітектури.
Мешкав у Львові. Помер 25 листопада 2007 року.

## Роботи
Брав участь у спорудженні житлових та громадських будинків, зокрема:
- квартал житлових будинків на сучасній вул. Генерала Тарнавського у Львові;
- готель у Трускавці;
- агрономічний корпус Львівського сільськогосподарського інституту (нині — Львівський національний університет природокористування) у м. Дубляни;
- студентська бібліотека на нинішній площі Святого Юра, 3 та загально-технічний корпус Львівського політехнічного інституту (нині — навчальний корпус № 4 Національного університету «Львівська політехніка»), зведені у 1970—1971 роках за проєктом студентського проєктно-конструкторського бюро ЛПІ (директор Віра Лясковська). Головний архітектор проєкту — Павло Мар'єв, інженер — В. Рокач[2]. Нині в корпусі містяться Інститут економіки і менеджменту, Інститут прикладної математики та фундаментальних наук, Інститут гуманітарних та соціальних наук.

Споруди Львівської політехніки засвідчили тяжіння Мар'єва до стилістики функціоналізму із застосуванням простих геометричних об'ємів, залізобетонних конструкцій, суцільного стрічкового скління й облицювання керамікою.

## Нагороди
У 1978 році за реалізований проєкт зі спорудження комплексу академічного містечка Львівського політехнічного інституту (зокрема, й будівель студентської бібліотеки та загально-технічного корпусу вишу) увесь авторський колектив на чолі з Павлом Мар'євим отримали Державну премію Ради Міністрів УРСР.